# Denise Lewisová
Denise Lewisová, OBE (* 27. srpna 1972 West Bromwich, West Midlands (hrabství), Anglie) je bývalá britská atletka, olympijská vítězka, dvojnásobná vicemistryně světa a mistryně Evropy v sedmiboji.
Atletickou kariéru ukončila kvůli dlouhodobým zdravotním problémům v červnu roku 2005 poté, co přišla o možnost kvalifikovat se na MS v atletice v Helsinkách. V roce 2002 se ji narodila dcera Lauren.

## Osobní rekordy
- sedmiboj (dráha) – 6 831 bodů – 30. července 2000, Talence